# 霍韜晦
霍韜晦（1940年3月6日—2018年6月6日），廣東廣州人，思想家、教育家、新人文主義與性情學之倡導者。曾在香港中文大學教授中西哲學二十餘年，亦曾任香港法住文化書院院長、新加坡東亞人文研究所所長，並為中國社會科學院、南京大學、廣州中山大學、上海華東師範大學之客座教授。

## 生平
霍韜晦於1940年生於海南，1945年舉家遷回廣州，1952年至1955年間就讀廣州市第二中學。直至1957年移居香港。他在1960年代初入讀聯合書院夜校，1964年起於新亞研究所隨唐君毅修學，1966年肄業於新亞研究所（碩士學位）。1969年考獲美國哈佛大學獎學金，被派往日本京都大谷大學修讀博士課程，專攻佛學。1972年返港，任香港中文大學哲學系講師，任教中國哲學、佛學、印度哲學27年。 1982年起兼任新亞研究所研究員；同年，在香港創辦法住機構。並擔任香港法住文化書院院長、新加坡東亞人文研究所所長。2018年6月6日於北京中日友好醫院因病辭世，終年78歲。

## 學術事業
- 1982年創辦香港法住機構
- 1988年提倡生命教育，並於1994年創設「喜耀生命」]課程。
- 1988年為紀念唐君毅逝世十周年，以法住機構召開國際學術會議，為兩岸儒學學者自兩岸分治後之首次交流。
- 1990年創辦香港法住出版社。
- 1993年創辦香港中醫專業學院。
- 1993年以法住機構主辦，香港中醫專業學院協辦首次以文化角度詮釋中醫的國際會議：「中國文化與中國醫學」[9]。
- 1994年創辦喜耀教育文化基金
- 2002年5月創辦《性情文化》雜誌。
- 2004年3月創辦新加坡喜耀文化學會。
- 2004年5月成立東亞人文研究所並出任所長。
- 2004年成立法住文化中心。
- 2004年，創辦香港東方人文學院。
- 2006年12月，與中國社會科學院哲學研究院合辦「唐君毅思想與當今世界」研討會暨《唐君毅著作選》出版紀念會。
- 2009年5月，與香港中文大學哲學系、香港中文大學新亞書院、香港中文大學哲學系校友會合辦「中國哲學研究之新方向──中大哲學系創系六十周年紀念、唐君毅百歲冥壽暨新亞書院六十周年院慶國際學術研討會」。
- 2009年11月，與香港東方人文學院合辦「百年儒學」學術研討會。。

## 教育事業
霍韜晦進行全方位的教育工作，包括兒童教育、家庭教育、學校教育、成人教育、後大學教育乃至企業家教育，地域包括香港、新加坡、馬來西亞及中國各地。
霍韜晦主張「生命教育」與「性情教育」，認為只有先把人的性情開發出來，人才能健康成長。霍氏將之稱為「生命成長的學問」。
1995年創立「喜耀教育文化基金」，2001年獨立註冊為不牟利團體。1999年，於中國廣東省羅定市創建喜耀粵西學校(http://www.xiyaoschool.org)。

## 其他事業
2001年8月，霍韜晦於肇慶風景區，集資建成「抱綠山莊」，佔地七百畝，供學者讀書、靜修、療養，企業培訓，及推動生態文化活動。

## 主持電視的節目
霍韜晦曾於2005年、2007年及2008年，三度在鳳凰衛視主持「霍韜晦講《論語》」節目，以性情學之進路重解《論語》。

## 主要著作
- 思想系列

1. 《成長的鍛煉》
2. 《優質民主》
3. 《生老病死》
4. 《孔子知命之旅》
5. 《從反傳統到回歸傳統》──紀念「五四」，完成「五四」
6. 《天地悠悠》
7. 《中國書院之旅》
8. 《禪——創造者的哲學》
9. 《當代文化批判》──一個東方人文學者的回應
10. 《人生的平台》──專業之外
11. 《唐君毅著作選導讀》
12. 《新時代．新動向》──霍韜晦思想文集（中英對照）
13. 《霍韜晦講《論語》》
14. 《世紀之思》──中國文化的開新
15. 《勵志真言》（書法選注）

- 佛學系列

1. 《現代佛學》
2. 《如實觀的哲學》
3. 《學佛之門》
4. 《心經奧秘》
5. 《霍韜晦講《六祖壇經》》
6. 《佛學》
7. 《絕對與圓融》
8. 《佛家邏輯研究》
9. 《歐美佛學研究小史》（譯）
10. 《佛教哲學》（譯）
11. 《安慧「三十唯識釋」原典譯注》

- 小品系列

1. 《法住於世》──理念篇
2. 《法住於世》──踐行篇
3. 《法住於世》──時代篇
4. 《法住於世》──教應篇
5. 《喜耀禪話》（一至八）
6. 《走出死亡》
7. 《勵志真言》（普及本）
8. 《天地唯情》
9. 《生命與成長》──量齋粹言
10. 《危機與解憂》───生命成長之道

- 生命教育實錄系列

1. 兩性篇1：《愛是付出》
2. 兩性篇2：《愛是成全》
3. 兩性篇3：《愛不是理所當然》
4. 家庭篇1：《愛不是追討》
5. 家庭篇2：《真情可通》
6. 家庭篇3：《最重要是心通》
7. 專業人篇1：《更高的價值》
8. 專業人篇2：《不作半邊人》
9. 企業人篇1：《管理的心法》
10. 企業人篇2：《真正的企業家》
11. 教師篇1：《記得自己是教師》
12. 社會人篇1：《長養志氣，改變命運》
13. 社會人篇2︰《不死的心》
14. 社會人篇3︰《紮深生命的根》
15. 失道人篇1：《生命的價值在於見證》

- 其他

1. 《霍韜晦性情歌曲作品選》
2. 《霍韜晦性情歌集》

## 外部連結
1. 霍韜晦思想世界──Facebook專頁(http://www.facebook.com/touhui.fok （页面存档备份，存于）)。